# Francesco Pannocchieschi

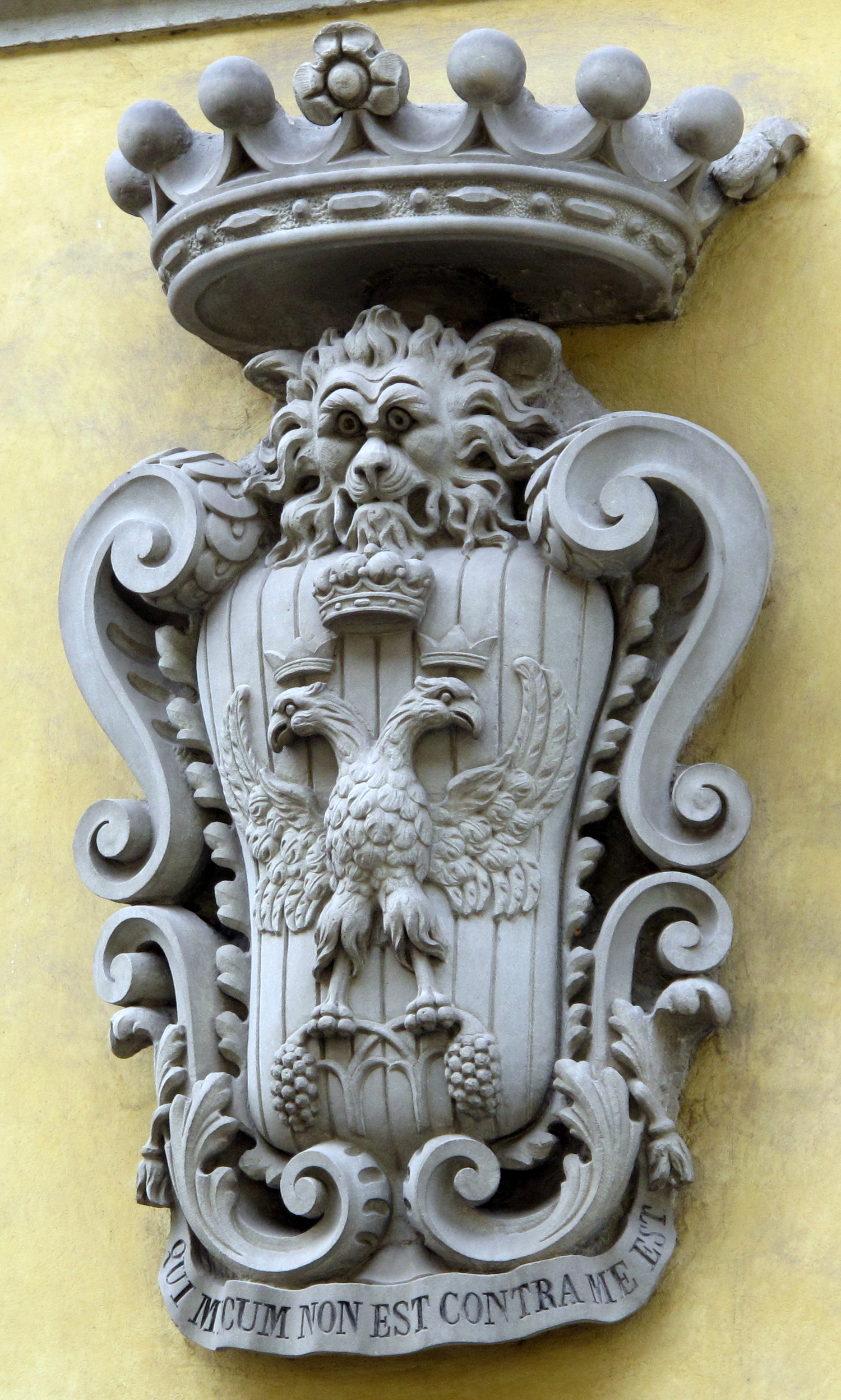
Stemma Pannocchieschi

Francesco Pannocchieschi d'Elci (Firenze, 1625 o 1626 – Pisa, 20 giugno 1702) è stato un arcivescovo cattolico italiano.

## Biografia
Appartenente alla nobile famiglia senese dei Conti Pannocchieschi d'Elci, nacque a Firenze dal conte Ranieri e dalla nobile fiorentina Altoviti; era nipote del Cardinale Scipione. In gioventù Francesco seguì lo zio durante la sua Legatura pontificia a Venezia, dal 1647 al 1652. La sua Relazione sulle cose della repubblica offre uno spaccato della vita spensierata e lussuriosa della società veneziana dell'epoca. Francesco coadiuvò Scipione anche in Germania, presso la corte imperiale di Ferdinando III, dal 1653 al 1654.
Ben introdotto negli ambienti romani, Francesco fu cameriere segreto del Papa e canonico di San Pietro. Seguì quindi la carriera ecclesiastica dello zio, succedendogli al ruolo di Arcivescovo di Pisa nel 1663 e rimanendo nella città toscana per quasi 40 anni, fino alla sua morte avvenuta il 20 giugno 1702.

## Genealogia episcopale
La genealogia episcopale è:
- Cardinale Scipione Rebiba
- Cardinale Giulio Antonio Santori
- Cardinale Girolamo Bernerio, O.P.
- Arcivescovo Galeazzo Sanvitale
- Cardinale Ludovico Ludovisi
- Cardinale Luigi Caetani
- Cardinale Scipione Pannocchieschi d'Elci
- Arcivescovo Francesco Pannocchieschi d'Elci